# Holeby
Holeby är en ort på ön Lolland i Danmark.   Den ligger i Lollands kommun och Region Själland, i den sydöstra delen av landet, 130 km sydväst om Köpenhamn. Antalet invånare är 1 447. 
Närmaste större samhälle är Maribo, 8 km norr om Holeby. Trakten runt Holeby består till största delen av jordbruksmark.